# Itsuku-shima
Itsuku-shima (厳島, Itsukushima), appelée aussi Miya-jima (宮島, Miyajima, littéralement « île Sanctuaire »), est une île japonaise se trouvant dans la mer intérieure de Seto.
L'île abrite principalement le bourg de Miyajima.

## Géographie
Le parc de Momijidani (紅葉谷公園, Momijidani-kōen), au-dessus de Miyajima-chō, est constitué d'une épaisse forêt d'érables.
De nombreux chemins et sentiers sillonnent l'île.
Un téléphérique permet d'accéder sans effort au point culminant de l'île, le Misen, mont d'une altitude de 530 mètres.
Le site est désigné site Ramsar depuis le 3 juillet 2012.

## Accès
- De la gare d'Hiroshima, il faut prendre la ligne principale Sanyō jusqu'à la gare de Miyajimaguchi (28 minutes)
- Aller à pied à la zone d'embarquement JR Miyajima Ferry (6 minutes)
- La traversée dure 10 minutes
- Un service de bateaux-mouches assure plusieurs fois par jour une liaison directe aller-retour avec Miyajima depuis un embarcadère proche du Dôme de Hiroshima. La traversée dure 45 minutes.

## Une île sacrée
L'île d'Itsukushima est considérée, dans la religion shintoïste, comme une île sacrée. Il n'y a ainsi ni maternité ni cimetière sur l'île, car son statut interdit que l'on y naisse ou que l'on y meure. De la même façon, il est interdit d'y abattre des arbres. L'île est donc couverte d'une forêt relativement luxuriante.
De nombreux lieux saints sont construits sur l'île, tels que :
- le sanctuaire d'Itsukushima, avec son célèbre torii. Il est l'une des « trois vues les plus célèbres du Japon » (avec Amanohashidate et Matsushima). Le sanctuaire d'Itsukushima construit en 593 est inscrit sur la liste du patrimoine mondial de l'UNESCO depuis 1996[2],[3] ;
- le temple de Senjokaku (千畳閣?), qui comprend un tō (pagode à cinq étages) construite en 1407 ;
- le Daigan-ji, dédié au dieu de la musique et qui date de 1201.

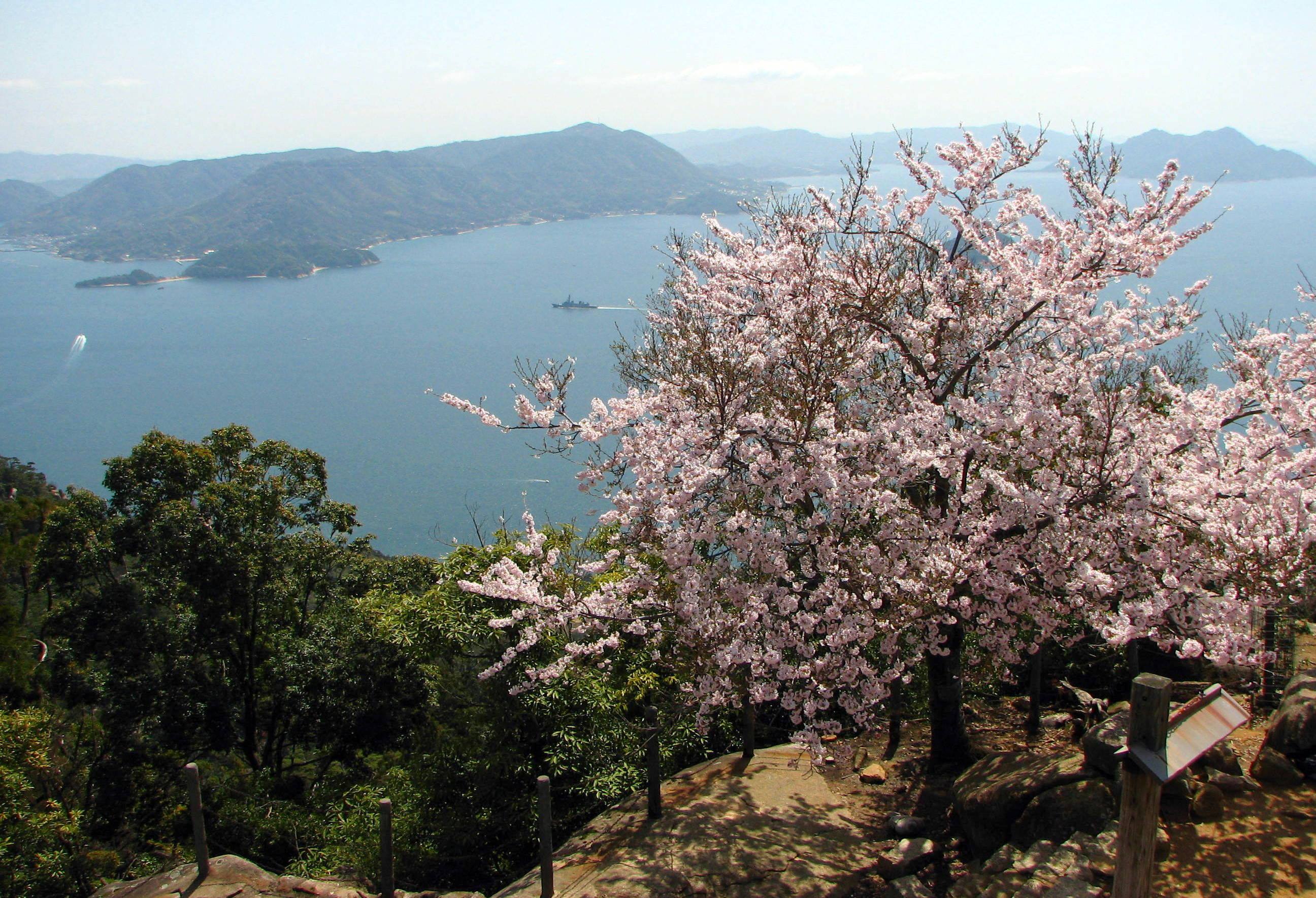
Vue du mont Misen sur l'île
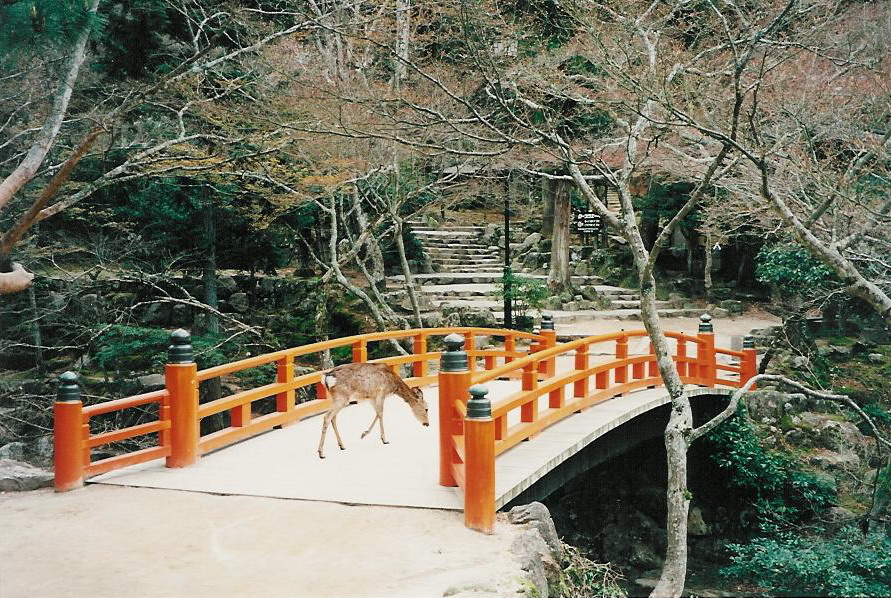
Le parc de Momijidani, sur l'île de Miyajima.
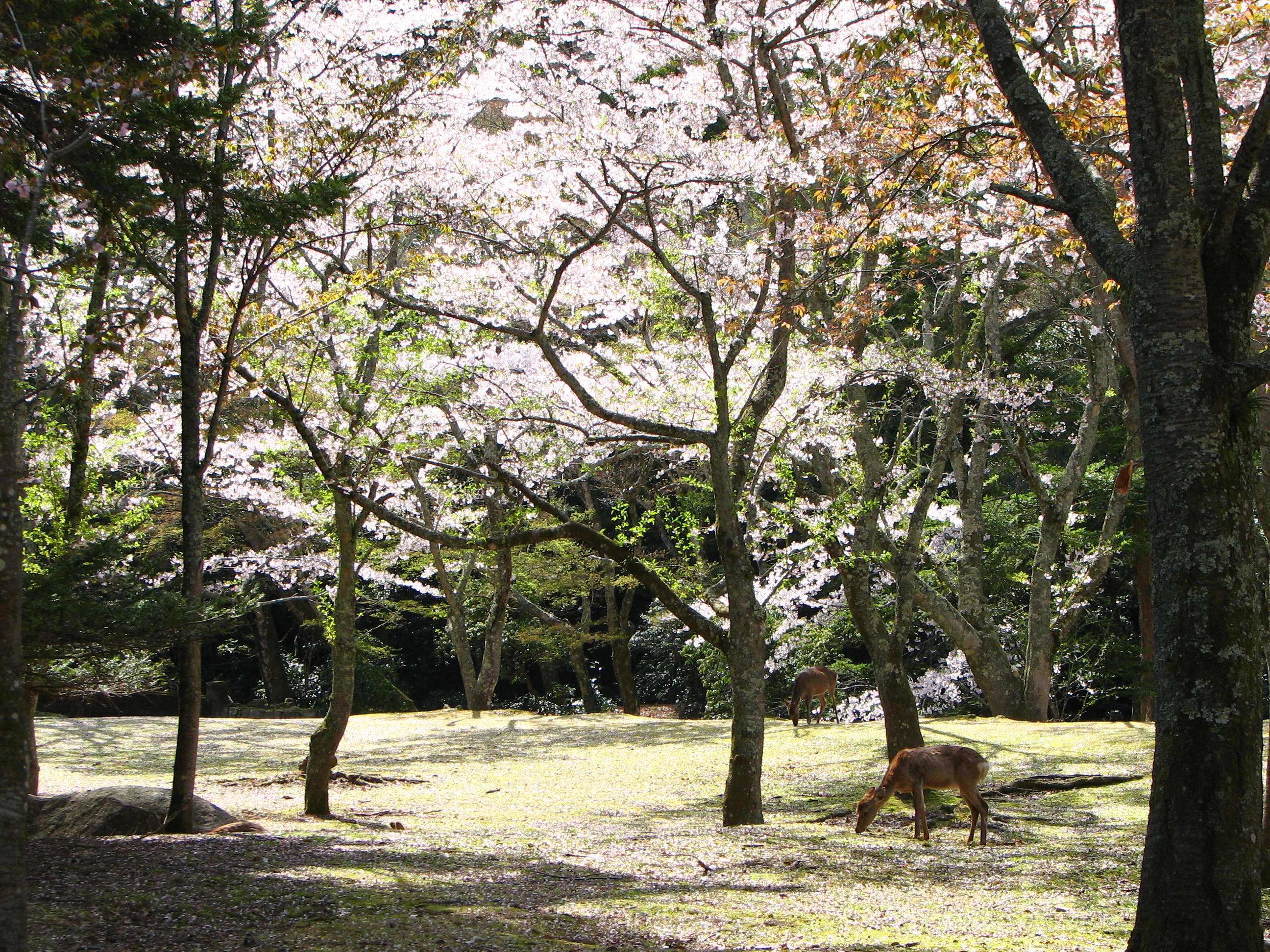
Parc Omoto.
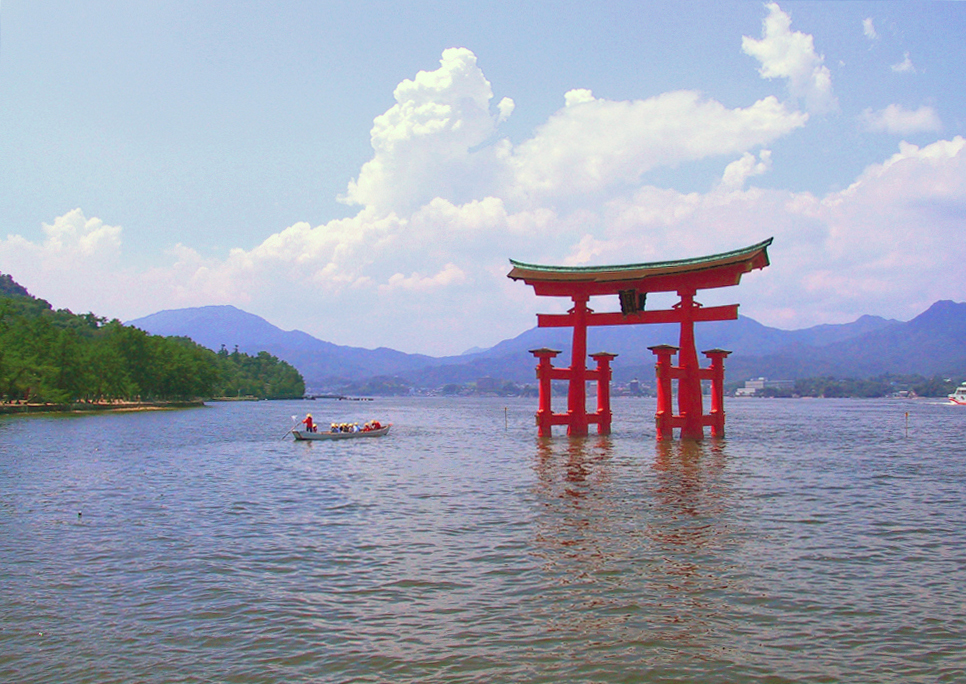
Le torii à marée haute.
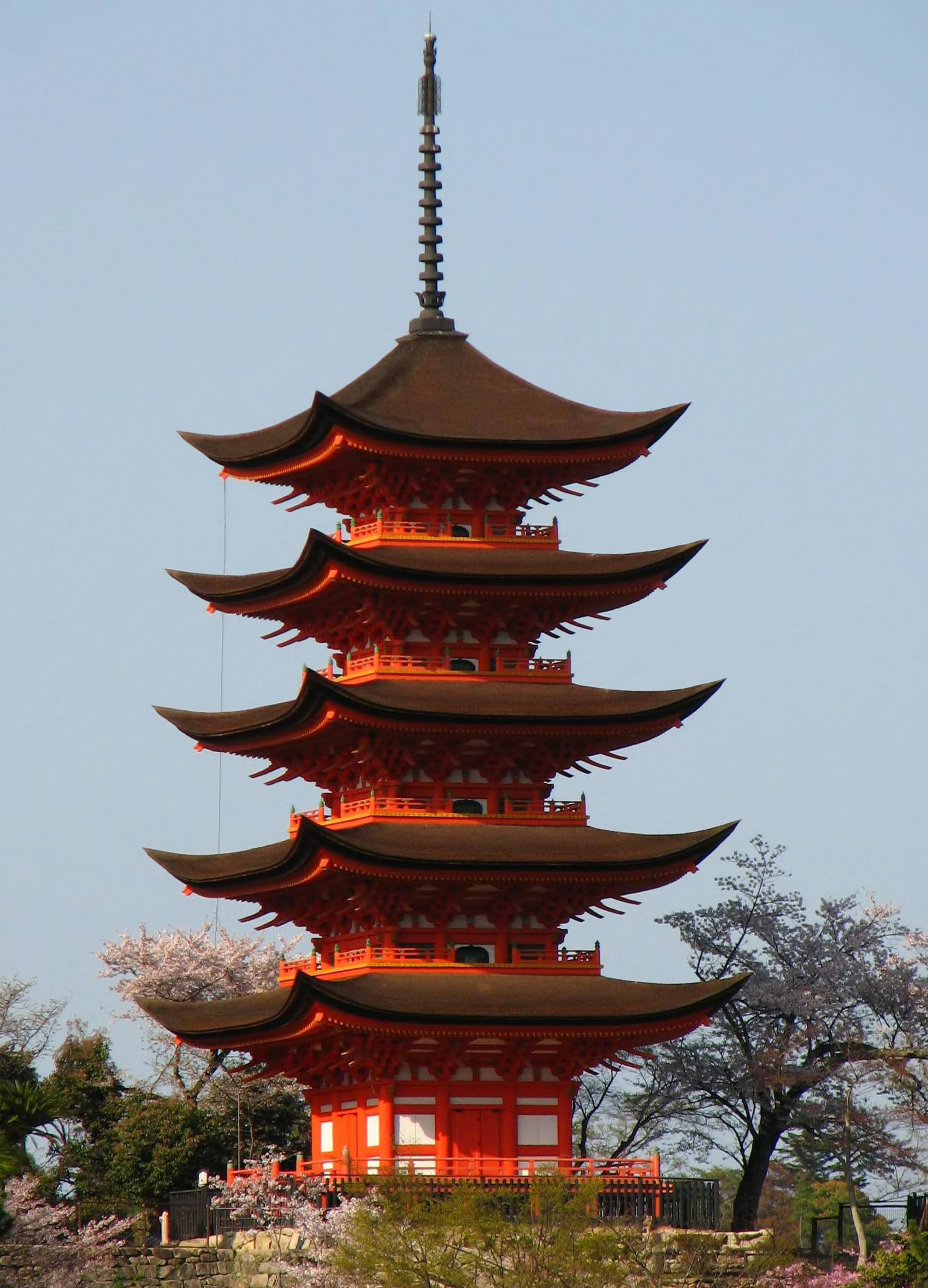
Pagode Goju-no-to du temple de Senjokaku.

### Webographie
- Sites officiels : (ja) www.miyajima.or.jp et (en) www.miyajima.or.jp/english
- Ressource relative à la géographie :   - Service d'information sur les Sites Ramsar
- Notices dans des dictionnaires ou encyclopédies généralistes :   - Britannica
  - Internetowa encyklopedia PWN
- Notices d'autorité :   - VIAF
  - Japon
  - Tchéquie